# Magrè sulla Strada del Vino
Magrè sulla Strada del Vino (en allemand, Margreid an der Weinstraße) est une commune italienne située dans la province autonome de Bolzano dans la région du Trentin-Haut-Adige.

## Géographie
La commune s'étend sur 13 ha à 241 m d'altitude, dans la petite région de Bassa Atesina (Bozner Unterland), à l'extrémité sud de la province de Bolzano, près de l'Adige. 
Le lac de Favogna (lago di Favogna en italien, Fennberger See en allemand) est un petit lac alpin situé sur le plateau de Favogna.

## Toponymie
Le toponyme de Margretum est attesté depuis 1181 et sous le nom italien de Magrè en 1215. Il dérive probablement de l'allemand Margrid ou Margreit, 1292. La forme actuelle Margreid est attestée depuis 1409.
La commune se nommait Magrè all'Adige / Margreid jusqu'en 1971, date à laquelle elle a pris son nom actuel.

## Histoire
La première vigne de la Strade del vino a été plantée à Magrè en 1601.

## Administration
| Période                                  | Période | Identité | Étiquette | Qualité |
| ---------------------------------------- | ------- | -------- | --------- | ------- |
|                                          |         |          |           |         |
| Les données manquantes sont à compléter. |         |          |           |         |

### Hameaux
Favogna di Sotto

### Communes limitrophes
Les communes limitrophes sont  Cortaccia sulla Strada del Vino, Cortina sulla Strada del Vino, Egna, Roveré della Luna et Salorno sulla Strada del Vino.